# Democracia Liberal
Democracia Liberal (DL) fue un partido político francés, creado en 24 de junio de 1997, sucesor del Partido Republicano de 1977, a la vez sucesor de los Republicanos Independientes de Valéry Giscard d'Estaing. Fue nombrado presidente Alain Madelin y secretario Gilles de Robien. Su programa económico era liberal, defendiendo el abandono progresivo de la intervención estatal en numerosos sectores económicos, y conservador en política.
Inicialmente una sección de UDF, se separó de ésta cuando decide apoyar, tras las elecciones regionales francesas de 1998, la elección de presidentes regionales de UDF con voto del FN. El 25 de mayo de 1998 un grupo de 30 diputados de UDF en la Asamblea Nacional Francesa se separan y forman un grupo parlamentario propio, Democracia Liberal e Independiente. José Rossi será presidente del grupo hasta 2000. A final de legislatura tenía 43 diputados.
El 22 de diciembre de 2000 designa Alain Madelin como candidato a las elecciones presidenciales francesas de 2002. Obtiene 3,91% y 1.113.484 votos, pero no pasa a segunda vuelta y decide apoyar al candidato Jacques Chirac. Su vicepresidente, Jean-Pierre Raffarin, sería nombrado primer ministro. En las elecciones legislativas de Francia de 2002 se une a Agrupación por la República y disidentes de UDF para formar la Unión para la Mayoría Presidencial, germen lo que sería posteriormente Unión por un Movimiento Popular (UMP).
- Datos: Q686372
- Multimedia: Démocratie libérale / Q686372